# ルイス・デ・ベラスコ・イ・カスティーリャ

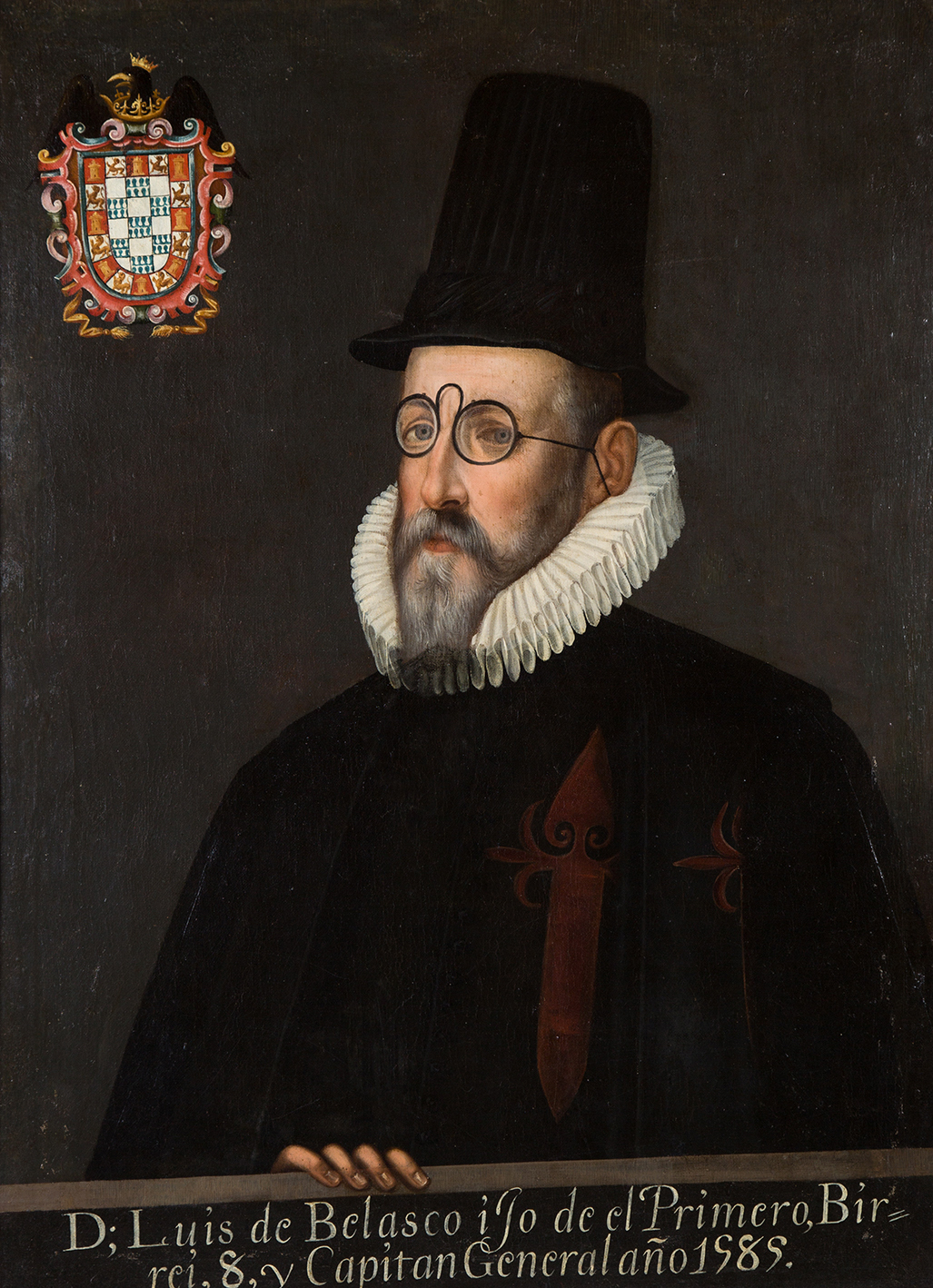
ルイス・デ・ベラスコ2世

ルイス・デ・ベラスコ・イ・カスティーリャ（Luis de Velasco y Castilla、1534年 - 1617年9月7日）は、スペインの貴族で、初代サリナス・デル・リオ・ピスエルガ侯爵。ヌエバ・エスパーニャの第8代および第11代副王（任期 1590-1595年・1607-1611年）、第9代ペルー副王（任期 1596-1604年）、インディアス枢機会議長官を歴任した。
同名の父（ルイス・デ・ベラスコ・イ・ルイス・デ・アラルコン）もヌエバ・エスパーニャ副王であり、区別するためにルイス・デ・ベラスコ2世とも呼ばれる（el Joven または el Mozoとも）。

## 生涯
ベラスコはセビリアで生まれたが、パレンシア生まれともいう。11歳のときに第2代ヌエバ・エスパーニャ副王に任命された父とともにメキシコに渡った。そこで初代副王アントニオ・デ・メンドーサの姪にあたるマリア・デ・イルシオ・イ・メンドーサと結婚し、三男二女をもうけた。1564年に父が没した後も、一生の大部分をヌエバ・エスパーニャで過ごした。

### ヌエバ・エスパーニャ副王（1期め）
1585年からヨーロッパに住んでフィレンツェ大使の任にあったが、当時のヌエバ・エスパーニャ副王であるビリャマンリケ侯爵アルバロ・マンリケ・デ・スニガの統治に関する悪評が伝わると、1589年にスペイン王フェリペ2世はメキシコの事情に通じたベラスコを副王に任命した。1590年1月25日にベラスコはメキシコシティに入った。
1591年に北方のチチメカとの戦争を終結させた。チチメカの地にトラスカラ人を入植させ、遊牧民であったチチメカを定住させた。
ベラスコは先住民の扱いを改良したが、フェリペ2世は富を得るために先住民に特別の税を課すように要求し、このことが先住民とフランシスコ会による抵抗を招いた。
ベラスコはメキシコシティの開発を行った。王立病院を建設し、当時のメキシコシティの西端にアラメダ・セントラル公園を建設した。
1595年、ベラスコはフアン・デ・オニャーテに北部（今のアメリカ合衆国ニューメキシコ州）の探検を依頼した。

### ペルー副王
1595年にペルー副王に任命され、ヌエバ・エスパーニャ副王の職はモンテレイ伯爵ガスパール・デ・スニガがついだ。翌1596年6月23日にリマに到着した。

### ヌエバ・エスパーニャ副王（2期め）
1604年12月8日にリマを去り、その後は公務から引退していたが、1607年に再びヌエバ・エスパーニャ副王に任命された。
2期めのヌエバ・エスパーニャ副王時代、メキシコシティの洪水対策として1607年に北のウェウェトカに排水路を設けた。またテスココ湖の干拓を開始した。
日本との外交関係を持ったのもこの時期である。ベラスコは表向き日本がフィリピン前総督ロドリゴ・デ・ビベロを救助したことへの返礼として1611年にセバスティアン・ビスカイノを日本への使節として派遣したが、ビスカイノには金銀島探検、日本沿岸の測量調査、キリスト教容認運動が任務として課された。

### 晩年
1610年12月27日、フェリペ3世がベラスコをインディアス枢機会議長官に任命した。1611年3月31日にメキシコシティを去り、スペインで長官の職についたが、1617年8月7日に病気のために職を辞し、その1か月後にセビリアで没した。
フェリペ3世によってベラスコはサリナス・デル・リオ・ピスエルガ侯爵の爵位を与えられた。